# ایالت باریناس
باریناس (به اسپانیایی: Estado Barinas) یکی از ایالت‌های ۲۳گانهٔ ونزوئلا است که در بخش غربی این کشور واقع شده‌است.
پایتخت این ایالت، شهر باریناس است.

## مساحت
باریناس با ۳۵٬۲۰۰ کیلومتر مربع وسعت، ۳٫۸۴ درصد از مساحت کل ونزوئلا را به خود اختصاص داده و از این لحاظ، هشتمین ایالت این کشور محسوب می‌شود.

## جمعیت
جمعیت باریناس در سال ۲۰۰۷ بالغ بر ۷۵۶٬۶۰۰ نفر برآورد شده که ۲٫۸۷ درصد از جمعیت کل کشور را شامل می‌شود. این ایالت از این جهت، پانزدهمین ایالت ونزوئلا به‌شمار می‌رود.

## سایر مشخصات
باریناس در سال ۱۹۳۷ تأسیس شده و از لحاظ ناحیهٔ زمانی، ۴ ساعت و ۳۰ دقیقه با گرینویچ اختلاف دارد.

## سیاست
«آدان چاوز» از سال ۲۰۰۸ میلادی به بعد، سمت فرمانداری این ایالت را برعهده گرفته‌است.